# Риджис
Риджис (на английски: Regis Rumblebelly) е полуръст от Забравените Кралства, един от главните герои на романите на Робърт А. Салваторе, описващи приключенията на мрачния елф Дризт ДоУрден.
Той е най-небойноспособният от Героите на Долината на Мразовития Вятър (нещо простимо, като се вземат предвид бойните умения на Дризт, великия варварин Улфгар, джуджето-крал Бруенор Боен Чук и надарената жена-стрелец Кати-Бри). Неговата основна роля е да използва рубинения си медальон, с чиято помощ влияе върху съзнанинето на другите. Все пак, Риджис носи малък боздуган и го използва от време на време.
 Внимание:  Текстът по-долу разкрива сюжета на произведението (или части от него)!
Той открадва медальона от Паша Пук- водач на гилдията на крадците в Калимшан. Самият Риджис някога е бил един от най-умелите крадци в гилдията, докато не насочил вниманието си върху забранения плод на Паша Пук, а именно медальона. След като го открадва, Риджис бяга на север, докато не достига най-отдалечените кътчета на Фаерун, отвъд Гръбнака на Света, чак до Долината на Мразовития Вятър, където се сприятелява с Дризт и Бруенор.
Риджис не харесва нищо повече от удобния живот. Той може да бъде доста лукав и хитър, но не и жесток. С времето и случилите му се несполуки, той помъдрява и се научава да забелязва неща, които спътниците му често пропускат. Риджис ненавижда насилието и прави каквото може, за да го избегне. Когато, обаче, трябва да влезе в битка, той се опитва да помага на приятелите си, атакувайки враговете изненадващо, в гръб.
 Внимание:  Текстът по-долу разкрива сюжета на произведението (или части от него)!
В Сребърни Реки, втората книга от Трилогията за Долината на Мразовития Вятър, Риджис придружава другарите си в опита им да открият Митрал Хол- загубената родина на Бруенор. Това, което спътниците му не знаят е, че една от причините Риджис да тръгне с тях е, че Артемис Ентрери- най-добрият убиец на Паша Пук е по петите му. В крайна сметка, полуръстът е заловен от Ентрери и почти заплаща с живота си за сторините злодеяния, но е спасен в последния момент от приятелите си, последвали ги чак до далечния юг.